# Yuma megye (Colorado)
Yuma megye az Amerikai Egyesült Államokban, azon belül Colorado államban található. Megyeszékhelye Wray, legnagyobb városa Yuma. Lakosainak száma 9988 fő (2020. április 1.). Yuma megye Phillips, Kit Carson, Washington, Logan, Chase, Dundy és Cheyenne megyékkel határos.

## Népesség
A megye népességének változása:
| Lakosok száma | 10 023 | 10 156 | 10 113 | 10 151 | 10 146 | 9988 |
|               | 2010   | 2011   | 2012   | 2013   | 2015   | 2020 |